# Востоковедение
Восто́кове́дение (ориентали́стика) — совокупность научных дисциплин, изучающих историю, экономику, литературу, языки, искусство, религию, философию, этнографию, памятники материальной и духовной культуры стран Востока.
Востоковедение объединяется в одну дисциплину с африканистикой, иногда рассматривается от африканистики изолированно. Последнее определяется принадлежностью части африканских стран к исламскому миру.

## Отрасли востоковедения
Африканистика выделилась из востоковедения в самостоятельную дисциплину, то же постепенно происходит с кавказоведением.
- арабистика
- арменистика[a]
- ассириология
- бирманистика
- буддология
- вьетнамоведение
- египтология
- индология
  - санскритология
- индонезиеведение
- иранистика
  - таджиковедение
- картвелология[b]
- корееведение
- малаистика
- монголоведение
  - ойратоведение
  - калмыковедение
- османистика[c]
- семитология
  - арамеистика
  - библеистика
  - гебраистика
  - кумранистика
  - сабеистика
  - угаритоведение
  - эфиопистика[d]
- синология (китаеведение, китаистика)
- таистика
- тибетология
- тунгусо-маньчжуроведение
- тюркология
- урартология
- филиппинистика
- хеттология
- шумерология
- японоведение

### Комментарии
1. ↑  Также относят к дисциплине Европеистики
2. ↑  Также относят к дисциплине Европеистики
3. ↑  Также относят к дисциплине Европеистики
4. ↑  Также относят к дисциплине Африканистики

### Сноски
1. ↑  Востоковедение // БРЭ. — Т. 5. — М., 2006.